# チャーマ・ラージャ6世
チャーマ・ラージャ6世（Chama Raja VI, 1603年4月21日 - 1637年5月2日）は、南インドのカルナータカ地方、マイソール王国の君主（在位：1617年 - 1637年）。

## 生涯
1617年6月20日、祖父であるラージャ・オデヤ1世が死亡し、孫のチャーマ・ラージャ6世が王位を継承した。
その治世は幾度かの戦争ののち、1631年にチャンナパッタナの領土を征服している。
1637年5月2日、チャーマ・ラージャ6世は死亡し、叔父ラージャ・オデヤ2世が王位を継承した。